# 张合成
张合成（1962年10月—），男，汉族，甘肃武威人，中华人民共和国政治人物。曾任中华人民共和国农业农村部总经济师。现任中国农业科学院党组书记。